# Перкович, Луис
Луис Перкович Рока (исп. Luis Pércovich Roca; 14 июля 1931, Юнгай — 23 апреля 2017, Лима) — государственный, политический и общественный деятель Перу, премьер-министр страны в 1984—1985 годах. Президент Конгресса Республики Перу (1981—1982).

## Биография
Родился в семье архитектора. Потомок хорватских эмигрантов. Обучался в Салезианском колледже. В 1954 году окончил химико-фармацевтический факультет Национального университета Трухильо. В 1965 году был заместителем декана химико-фармацевтического колледжа Перу.
Член партии Народного действия с момента её создания в 1956 году. В течение 3-х лет был главным секретарём провинциального комитета партии в Санта. Многих лет занимал высшие руководящие должности в своей партии: избирался национальный секретарь (1967), членом Национального финансового комитета (1979), заместителем Генерального секретаря партии (1982).
Депутат Национального конгресса (с 1980). Президент Конгресса Республики Перу (1981—1982). За время его администрации было принято около двухсот законов и законопроектов. В августе 1982 года стал председателем двухпалатной комиссии по бюджету Конгресса.
3 января 1983 года занял пост министра рыболовства Перу. После отставки этой должности в апреле того же года назначен министром внутренних дел. После вступления в должность ему сразу же пришлось столкнуться с террористическими акциями маоистской организации Сендеро Луминосо.
10 октября 1984 года подал в отставку с поста министра внутренних дел, а через два дня был назначен Премьер-министром Перу. Занимал премьерское кресло с октября 1984 года по июль 1985 года. Одновременно в то же время работал министром иностранных дел Перу.